# Estació de ferrocarril (Cassà de la Selva)
L'Estació de ferrocarril és una obra del municipi de Cassà de la Selva (Gironès) inclosa en l'Inventari del Patrimoni Arquitectònic de Catalunya.

## Descripció
Es tracta d'un edifici aïllat de planta rectangular i coberta a dues aigües entrecreuades amb teula plana. Hi ha grans ràfecs i decoracions de terra cuita en el carener. El sòcol, les cantonades i l'entorn de les obertures són d'obra vista. L'edifici annex de serveis fou enderrocat. Aquest mateix tipus constructiu d'estació hom el pot trobar al llarg de tots els pobles de la línia d'aquell ferrocarril.

## Història
La línia del ferrocarril de Sant Feliu a Girona s'inaugurà el 30 de juny de 1892. Va néixer per iniciativa de Joan Cases i Enric Heriz, de Sant Feliu de Guíxols per rivalitzar amb carrilet de Palamós. L'establiment del ferrocarril es feia bàsicament per millorar les comunicacions amb altres comarques gironines, per augmentar les relacions comercials, per potenciar el port comercial de Sant Feliu i per substituir les velles tartanes. L'ajuntament de Sant Feliu fou l'impulsor de la inversió que comportaria l'aparició de totes les estacions del seu recorregut. El tren contribuí al desenvolupament econòmic de la població i a més del transport de mercaderies era utilitzat per viatgers d'esplai i vacances. Les pèrdues econòmiques i la manca de modernització provocarien la suspensió definitiva del servei l'onze de 1969.